# Gesamtverband der Deutschen Versicherungswirtschaft

Logo des GDV

Der Gesamtverband der Deutschen Versicherungswirtschaft (GDV) ist die Dachorganisation der privaten Versicherungsunternehmen in Deutschland. Präsident des GDV ist Norbert Rollinger (Amtsantritt am 21. September 2022 und Wiederwahl am 25. September 2024). Der GDV wurde 1948 in Köln gegründet, heutiger Sitz ist Berlin. Dem Verband gehören rund 470 Mitgliedsunternehmen mit rund 204.200 Beschäftigten und Auszubildenden an, die mit 488 Mio. Versicherungsverträgen privaten Haushalten, Industrie, Gewerbe und öffentlichen Einrichtungen Risikoschutz und Vorsorgemöglichkeiten bieten. Er ist Mitglied im Gemeinschaftsausschuss der Deutschen Gewerblichen Wirtschaft.

## Aufgaben und Tätigkeiten
Aufgabe des Verbandes ist die Vertretung der Versicherungsunternehmen gegenüber politischen und gesellschaftlichen Institutionen (Lobbyismus). Er erarbeitet Positionen zu politischen und gesellschaftlichen Fragen; dazu bündelt er die Interessen seiner Mitglieder. Aufgrund seiner Fachkompetenz, die er durch Bündelung des Sachverstandes der Unternehmen in Fachausschüssen besitzt, kann er die Politik beraten (Neokorporatismus).
Der Verband ist auch als Dienstleister für seine Mitglieder tätig. Er entwickelt und aktualisiert für diverse Versicherungssparten Musterbedingungen und empfiehlt diese unverbindlich seinen Mitgliedsunternehmen. Bis 2011 hat der GDV HIS betrieben, das „Hinweis- und Informationssystem“ der Versicherungswirtschaft, das den Versicherern helfen soll, Versicherungsbetrug zu verhindern und die Risikoprüfung effizienter zu gestalten. Der Verband stellt zudem Standards für die Datenkommunikation zwischen Versicherungsunternehmen und Vermittler zur Verfügung.
Über die GDV Dienstleistungs-GmbH (GDV DL) als zentraler IT-Dienstleister für die Versicherungswirtschaft werden in Hamburg Branchenservices konzipiert, entwickelt und betrieben, des Weiteren die technische Abwicklung der elektronischen Versicherungsbestätigung (eVB) zwischen Kraftfahrt-Bundesamt und der deutschen Versicherungswirtschaft, den Zentralruf der Autoversicherer sowie den Notruf der Autoversicherer (Betrieb der Notrufsäulen an Bundesautobahnen). Außerdem unterhält der Verband eine Tochtergesellschaft zur aktiven Schadenverhütung, die VdS Schadenverhütung GmbH und betreibt seit 2017 das Verbraucherportal dieversicherer.de.
Der GDV betreibt die Unfallforschung der Versicherer.

## Geschichte

### Entwicklung des GDV
1948 wurde der Verband als Branchenvertretung für spartenübergreifende Fragestellungen gegründet. Daneben existierten zunächst mehrere Fachverbände, von denen heute nur noch der PKV-Verband besteht. Von 1979 bis 1993 amtierte Georg Büchner. 1995 schlossen sich zunächst der Verband der Transportversicherer, der Verband der Sachversicherer und der HUK-Verband zum Verband der Schadenversicherer zusammen. 1996 erfolgte ein Zusammenschluss des Verbandes der Schadenversicherer mit dem Verband der Lebensversicherer und dem GDV zum neuen Gesamtverband der Deutschen Versicherungswirtschaft. 1998 verlegte der Verband seinen Sitz nach Berlin.
Aus den in Köln ansässigen technischen Abteilungen, die als Sprinklerüberwachungsstelle gegründet worden waren und vom VdS zu Fachabteilungen für Brandschutz und Einbruchdiebstahlschutz aufgebaut worden waren, erfolgte dabei die Gründung der VdS Schadenverhütung GmbH.

### Bisherige Präsidenten
- 1948–1951: Harald Mandt (Albingia)
- 1951–1953: Karl Haus (Colonia)
- 1953–1958: Werner Plath (National)
- 1958–1961: Rolf Raiser (Württembergische)
- 1961–1962: Werner Plath (National)
- 1962–1966: Emil Frey (Mannheimer)
- 1966–1972: Ernst Meyer (Allianz)
- 1972–1973: Hermann Stech (Mecklenburgische)
- 1973–1975: Otto Vossen (Colonia)
- 1975–1979: Arno Paul Bäumer (Allianz)
- 1979–1993: Georg Büchner (Württembergische)
- 1993–2003: Bernd Michaels (Provinzial Rheinland)
- 2003–2008: Bernhard Schareck (Karlsruher/Württembergische)
- 2008–2012: Rolf-Peter Hoenen (HUK-Coburg)
- 2012–2017: Alexander Erdland (Württembergische)
- 2017–2022: Wolfgang Weiler (HUK-Coburg)
- seit 2022: Norbert Rollinger, (R+V Versicherung AG)

## Aktuelles Präsidium
Das Präsidium hat am 25. September 2024 Norbert Rollinger zu seinem neuen Präsidenten gewählt. Rollinger trat das Amt bereits zwei Jahre zuvor als Nachfolger von Wolfgang Weiler an. Nun wählte ihn das Präsidium einstimmig erneut an die Spitze des Verbandes.
Das Präsidium setzt sich aktuell wie folgt zusammen:
- Norbert Rollinger (Präsident)
- Jörg Asmussen (geschäftsführendes Präsidiumsmitglied), Hauptgeschäftsführer, Gesamtverband der Deutschen Versicherungswirtschaft e. V., Berlin
- Thomas Brahm, Vorsitzender des Vorstandes, Debeka Krankenversicherungsverein auf Gegenseitigkeit, Koblenz
- Wolfgang Breuer, Vorstandsvorsitzender der Provinzial Versicherung AG, Münster
- Andreas Eurich, Vorsitzender des Vorstandes, Barmenia Versicherungen, Wuppertal
- Klaus-Jürgen Heitmann, Vorstandssprecher, HUK-Coburg, Coburg
- Jürgen Albert Junker, Vorsitzender des Vorstandes Wüstenrot & Württembergische AG, Stuttgart
- Christoph Jurecka, Mitglied des Vorstandes, Münchener Rückversicherungs-Gesellschaft AG, München
- Mathias Kleuker, Vorsitzender des Vorstandes, LVM Versicherung, Münster
- Monika Köstlin, Geschäftsführendes Vorstandsmitglied, Verband der Versicherungsvereine auf Gegenseitigkeit; Kieler Rück VVaG, Kiel
- Rudolf Kubat, Vorsitzender des Vorstandes, Allianz Lebensversicherungs-AG, Stuttgart
- Stefan Lehmann, Vorsitzender des Vorstandes, Generali Deutschland AG, München
- Edgar Puls, Vorstandsmitglied, HDI Haftpflichtverband der Deutschen Industrie VVaG, Hannover
- Markus Rieß, Vorsitzender des Vorstandes, ERGO Group AG, Düsseldorf
- Klaus-Peter Röhler, Mitglied des Vorstandes, Allianz SE, München
- Carsten Schildknecht, Vorstandsvorsitzender, Zürich Beteiligungs-AG Deutschland, Frankfurt am Main
- Stefanie Schlick, Vorstandsvorsitzende, Sparkassen-Versicherung Sachsen Allgemeine Versicherung AG, Dresden
- Thilo Schumacher, Vorsitzender des Vorstandes, Axa Konzern AG, Köln
- Frank Walthes, Vorsitzender des Vorstandes, Versicherungskammer Bayern Versicherungsanstalt des öffentlichen Rechtes, München

## Kritik
Im Oktober 2006 wurde dem GDV der Negativpreis Big Brother Award in der Kategorie „Verbraucherschutz“ verliehen für das Hinweis- und Informationssystem der Versicherungswirtschaft (HIS) „mit denen Versicherungen umfangreiche Daten von Millionen von Bürgerinnen und Bürgern austauschen – nach geheim gehaltenen Kriterien, ohne ausreichende rechtliche Grundlage und ohne Wissen der Betroffenen“. Zum 1. April 2011 ist das HIS in Zusammenarbeit mit den Datenschutzbehörden grundlegend überarbeitet worden und wird seither als Auskunftei von der Informa HIS GmbH (zunächst informa Insurance Risk and Fraud Prevention GmbH) betrieben.